# Sâmbovină
Sâmbovina (lat. Celtis occidentalis) este o specie de arbori cu frunze căzătoare, nativă părții central-estice a Americii de Nord. Are o durată de viață moderată, cu un lemn de culoare deschisă (gălbui gri–maro deschis), având dungi de culoare galbenă.
Frunzele sunt disctinctiv asimetrice, cu textură grosieră. Fructele sunt mici, de culori variabile, de la portocaliu-roșu în vară spre violet închis în toamnă, de multe ori stau pe copaci timp de mai multe luni.

## Galerie

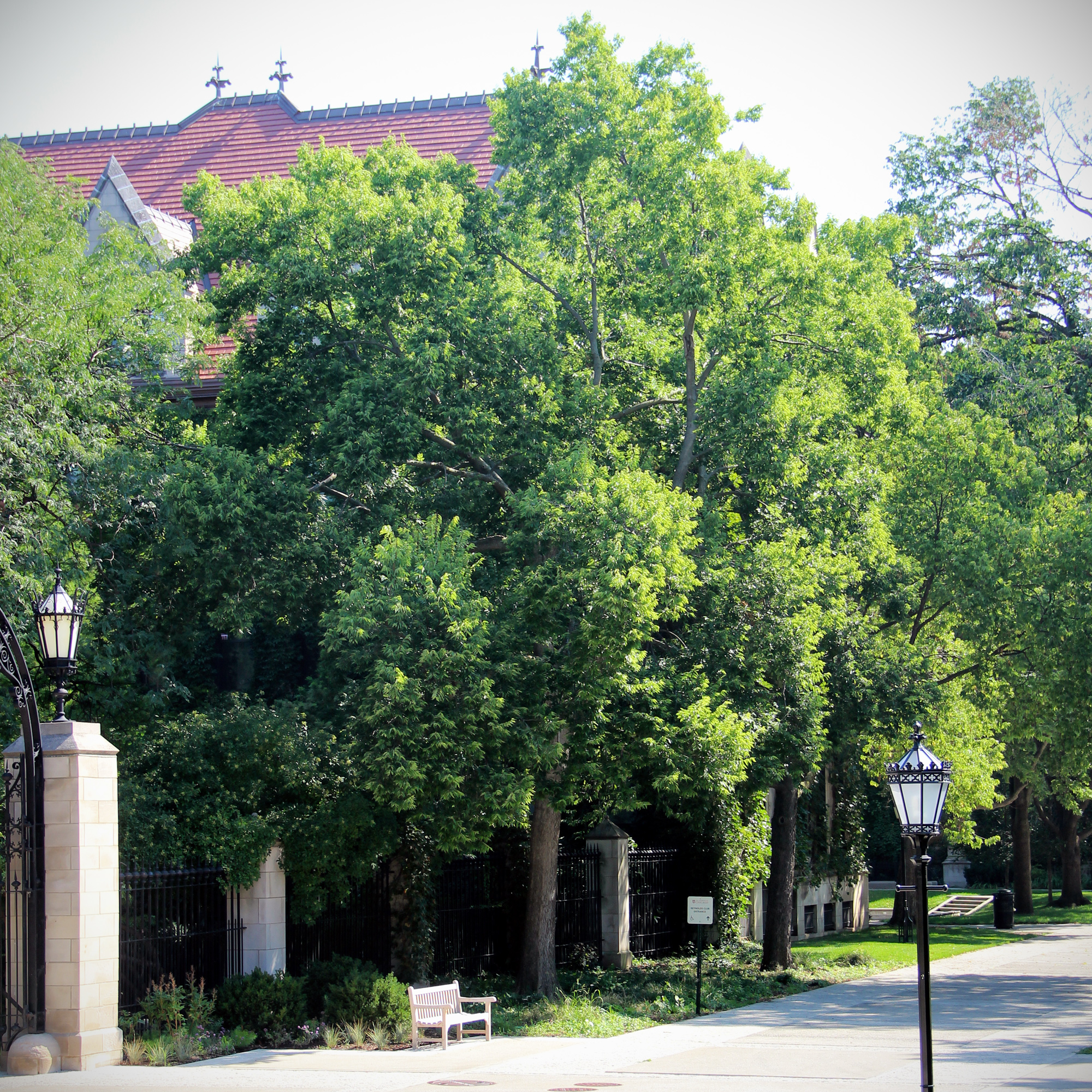
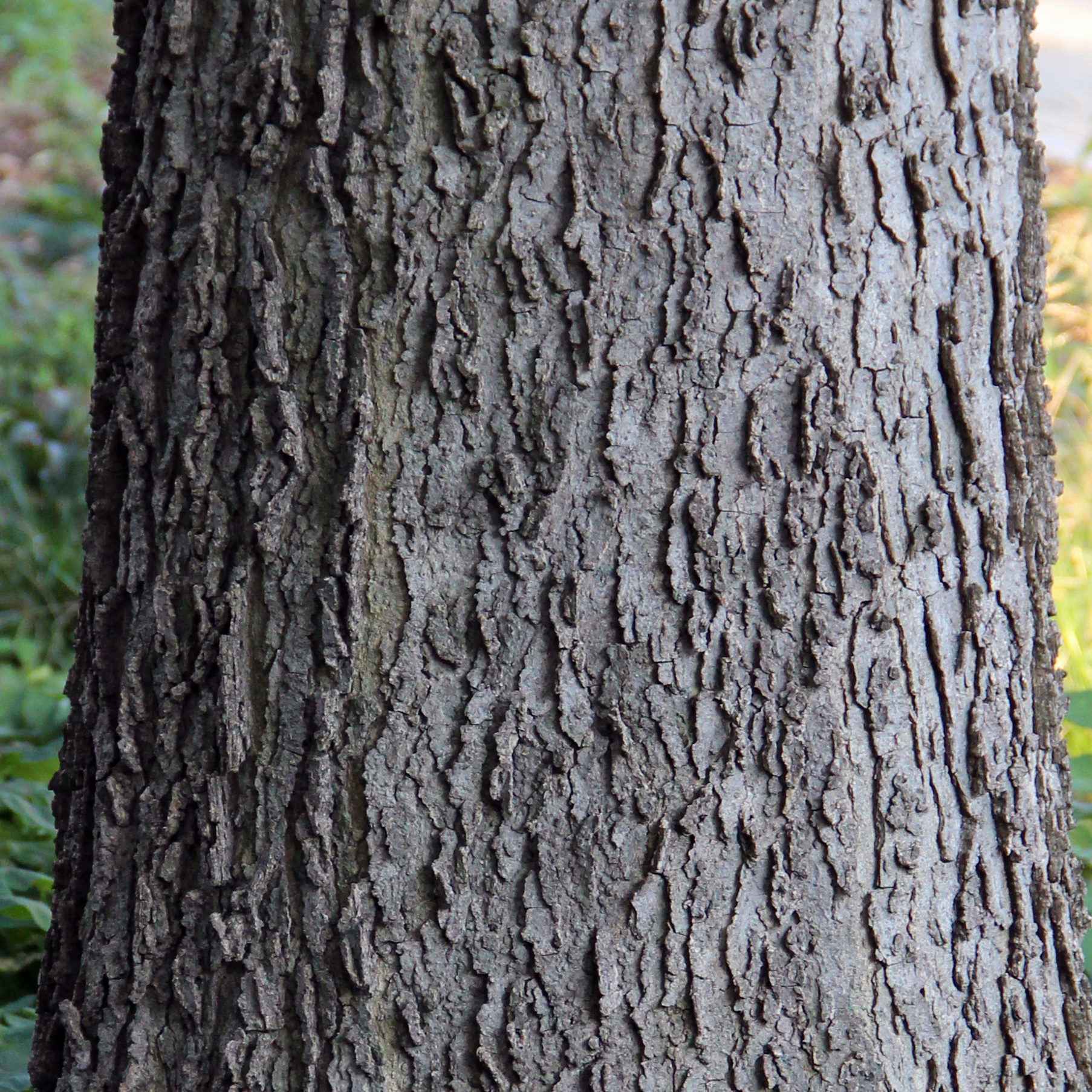
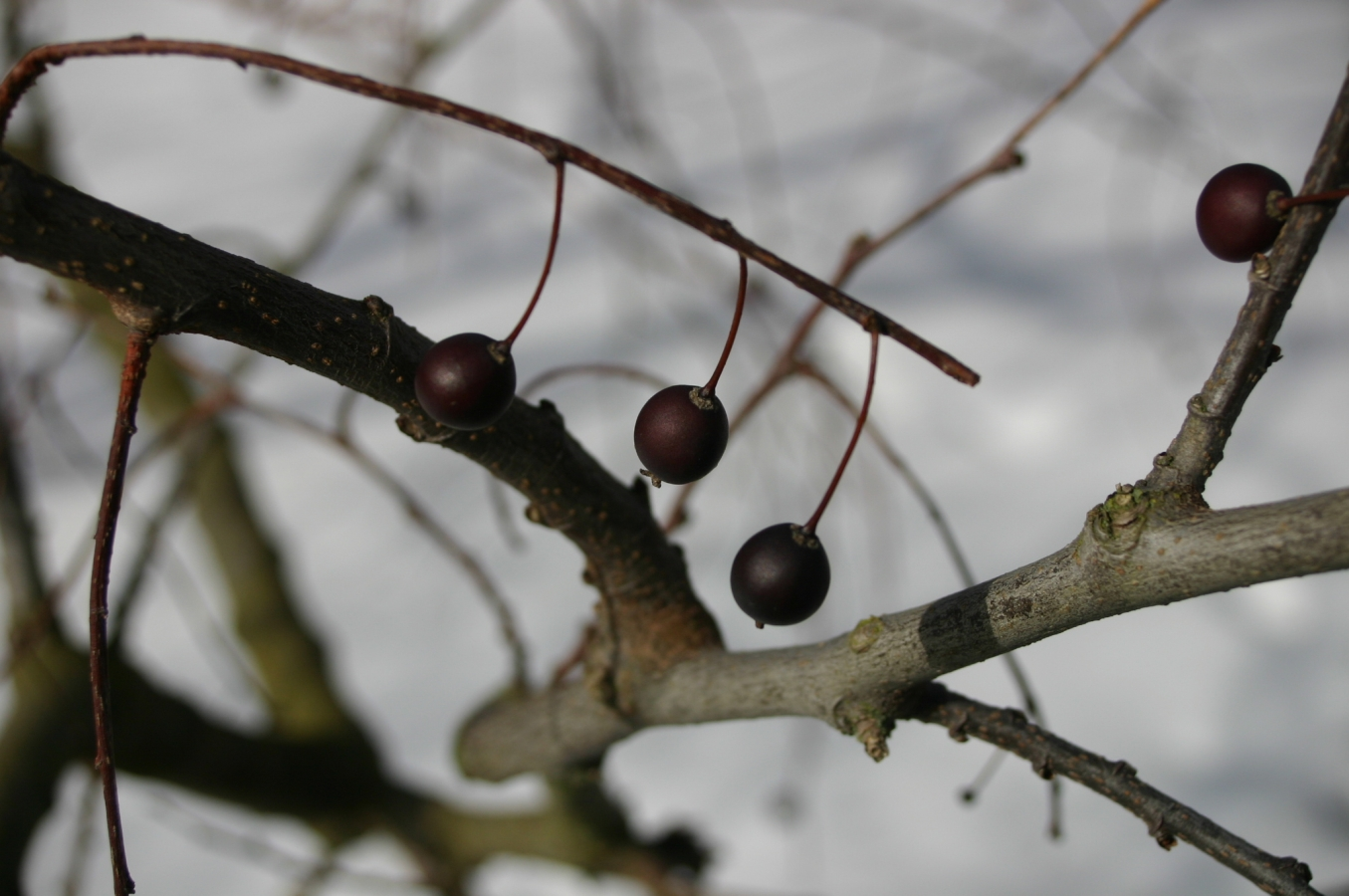